# Kliczewo Małe
Kliczewo Małe – wieś w Polsce położona w województwie mazowieckim, w powiecie żuromińskim, w gminie Żuromin. Ma status sołectwa.
| SIMC    | Nazwa | Rodzaj                          |
| ------- | ----- | ------------------------------- |
| 1060530 | Korea | część wsi (zniesiona w 2023 r.) |

Wierni Kościoła rzymskokatolickiego należą do parafii św. Bartłomieja w Kuczborku-Osadzie.
W latach 1975–1998 miejscowość administracyjnie należała do województwa ciechanowskiego.